# Циза
Циза (итал. La Zisa) — средневековая вилла в западной части города Палермо, Сицилия, памятник арабо-норманнского стиля. 3 июля 2015 года внесена ЮНЕСКО в список объектов всемирного культурного наследия.
Строительство виллы было начато в XII веке арабскими мастерами для короля Сицилии Вильгельма I, но завершённый объект принял лишь его сын Вильгельм II Добрый. Вилла задумывался в качестве летней резиденции норманнских королей, как часть большой зоны для охоты, известной как Дженоард (Рай на земле), которая также включала в себя дворец Куба и ещё пару зданий. Её стиль явно указывает на влияние мавританской культуры в Сицилии в то время.
Название Циза происходит от арабского слова al-Azîz, означающего «благородное», «славное», «великолепное». Это же слово, написанное шрифтом насх, запечатлено на входе в виллу, как обычно делалось на многих исламских сооружениях того времени.
В XIV веке на виллу были добавлены зубцы, путём частичного уничтожения надписи на арабском языке, которая красовалась ранее на его крыше. Более значительные изменения были произведены в XVII веке: над входом появилась мраморная эмблема с изображением двух львов, была изменена планировка некоторых внутренних комнат, сооружена большая лестница, а также пробито несколько новых окон.
С 1808 по 1950 год в вилле находилась резиденция графов Нотобартоло ди Скьяра. Позднее вилла была выкуплена руководством региона Сицилия и в 1970—1980-х годах в ней была проведена реставрация. В настоящее время в комнатах виллы размещены исламские произведения искусств, а также многие артефакты районов Средиземного моря. Наибольшее впечатление производит центральный зал, украшенный прелестной мозаикой.